# Henry S. Whitehead
Rev. Henry St. Clair Whitehead (* 5. März 1882 in Elizabeth, New Jersey; † 23. November 1932 in Dunedin, Florida) war ein US-amerikanischer Erzdiakon sowie Autor von Horror- und Fantasy-Literatur.

## Leben
1904 graduierte Whitehead in derselben Klasse wie Franklin D. Roosevelt an der Harvard University und war dort als besonders engagierter Football-Spieler bekannt. In Pt. Chester (New York) brachte er eine politische Zeitung für die Reform-Demokraten der Demokratischen Partei heraus und diente bei der Association of American Universities als „commissioner of athletics“.

### Erzdiakon und Horrorautor
Hernach besuchte er die Berkeley Divinity School von Middletown (Connecticut) und wurde 1912 zum Diakon der Episcopal Church geweiht. Als Erzdiakon der Virgin Islands amtierte er von 1921 bis 1929. Dort wohnte er auf der Insel Saint Croix und sammelte Material, das er in seinen späteren Schriften über das Übernatürliche verarbeitete. Nachdem er ein Brieffreund von H. P. Lovecraft geworden war, erschienen Whiteheads Geschichten ab 1924 in einschlägigen Magazinen wie Weird Tales, Strange Tales oder Adventure.
In Dunedin, Florida, verbrachte Whitehead seine späteren Jahre als geistlicher Rektor der Church of the Good Shepherd. Robert H. Barlow sammelte viele seiner Briefe und plante, sie als Edition herauszugeben, wozu es jedoch nie kam, obgleich Barlow die Einführung zu Whiteheads Geschichten-Sammlung Jumbee and Other Uncanny Tales (1944) verfasste.

### Freund von H.P. Lovecraft
H. P. Lovecraft wurde ein besonderer Freund von Whitehead und besuchte ihn in Dunedin persönlich für mehrere Wochen im Jahre 1931. Als bekennender Ungläubiger äußerte sich Lovecraft über Whitehead: „He has nothing of the musty cleric about him; but dresses in sports clothes, swears like a he-man on occasion, and is an utter stranger to bigotry or priggishness of any sort.“ [Deutsch: „Er hat nichts von einem muffigen Kleriker an sich, sondern trägt Sportklamotten, flucht gelegentlich wie ein echter Mann, und jegliche Art von Bigotterie oder Prüderie liegt ihm völlig fern.“]

## Werk

### Kurzerzählungen
- The Door (1924)
- Tea Leaves (1924)
- The Wonderful Thing (1925)
- The Thin Match (1925)
- Sea Change (1925)
- The Fireplace (1925)
- The Projection of Armand Dubois (1926)
- Jumbee (1926)
- Across the Gulf (1926)
- The Shadows (1927)
- West India Lights (1927)
- The Left Eye (1927)
- Obi in the Caribbean (1927)
- The Cult of the Skull (1928)
- The Lips (1929)
- Sweet Grass (1929)
- Black Tancrède (1929)
- The People of Pan (1929)
- The Tabernacle (1930)
- The Shut Room (1930)
- The Passing of a God (1931)
- The Trap (1931); mit H. P. Lovecraft
- The Tree-Man (1931)
- Black Terror (1931)
- Hill Drums (1931)
- The Black Beast (1931)
- Cassius (1931)
- Mrs. Lorriquer (1932)
- No Eye-Witnesses (1932)
- Seven Turns in a Hangman's Rope (1932)
- The Moon-Dial (1932)
- The Napier Limousine (1932)
- The Great Circle (1932)
- Sea-Tiger (1932)
- The Chadbourne Episode (1933)
- Scar-Tissue (1946)
- The Ravel 'Pavane' (1946)
- Williamson (1946)
- – In Case of Disaster Only (1946)
- Bothon (1946); mit H.P. Lovecraft

### Kollektionen
- Jumbee and Other Uncanny Tales (1944)
- West India Lights (1946)
- Der Zombie und andere westindische Geistergeschichten (=Phantastische Bibliothek. Band 172). Deutsch von Friedrich Polakovics. Suhrkamp, Frankfurt am Main 1986. ISBN 3-518-37755-8. Ausgewählt von Kalju Kirde.

## Sekundärliteratur
- H. P. Lovecraft: In Memoriam: Henry St. Clair Whitehead. In: S.T. Joshi (Hrsg.): H.P. Lovecraft · Collected Essays, Vol. 5, Hippocampus Press, New York (NY) 2006, ISBN 0-9761592-3-6.
- Sheldon Jaffery: The Arkham House Companion. Starmont House, Mercer Island, WA 1989, ISBN 1-55742-005-X, S. 8 (englisch).
- Jack L. Chalker, Mark Owings: The Science-Fantasy Publishers: A Bibliographic History, 1923–1998. Mirage Press, Westminster, MD / Baltimore 1998, S. 27 (englisch).
- S.T. Joshi: [[Sixty Years of Arkham House|Sixty Years of Arkham House: A History and Bibliography]]. Arkham House, Sauk City, WI 1999, ISBN 0-87054-176-5, S. 26–27 (englisch).
- Peter Ruber: Arkham's Masters of Horror. Arkham House, Sauk City, WI 2000, ISBN 0-87054-177-3, S. 154–158 (englisch).
- Leon Nielsen: Arkham House Books: A Collector's Guide. McFarland & Company, Jefferson, NC / London 2004, ISBN 0-7864-1785-4, S. 51–52 (englisch).
- ISFDB. Abgerufen am 3. Januar 2007 (englisch).